# دلزون اسمیت
دلزون اسمیت (به انگلیسی: Delazon Smith) سناتور سابق عضو حزب دموکرات ایالات متحده آمریکا بود. وی در سال ۱۸۵۹ میلادی سناتور ایالت اورگن در سنای ایالات متحده آمریکا بود.